# Njáls saga

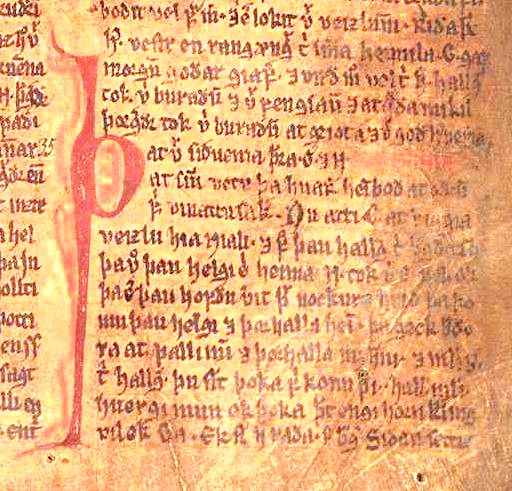
IJslands manuscript uit rond 1350

De Njálssaga (IJslands: Brennu-Njáls saga, letterlijk: het verhaal over de verbranding van Njáll) is de bekendste IJslandse saga's.

## Algemeen
Deze saga, die waarschijnlijk rond 1280 is geschreven, vertelt de tragedie van een samenleving die door wraak en weerwraak wordt verscheurd, van kleine oorzaken die grote gevolgen hebben waarvan de uitwerking in heel Noord-Europa merkbaar is. Het verhaal speelt aan het eind van de 10e eeuw, van 960 tot ongeveer 1015 en is geschreven door een onbekende auteur. De vroege populariteit van het verhaal blijkt al uit het feit dat er vierentwintig manuscripten bekend zijn.
De saga bestaat eigenlijk uit drie delen.

## Het verhaal

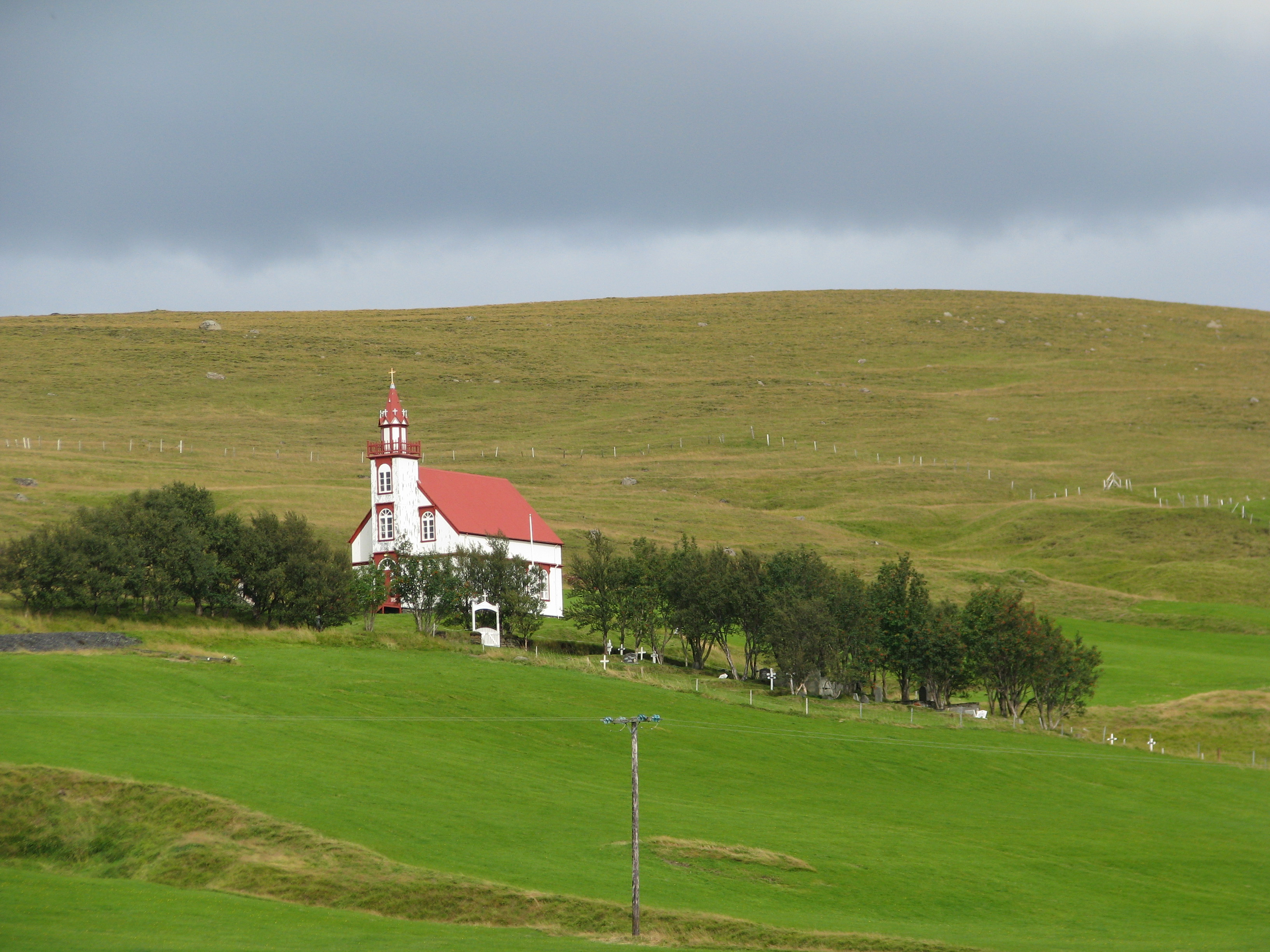
Kerkje bij het huidige Hlíðarendi.

Het eerste deel is het verhaal van Gunnar Hámundarson, een rechtvaardig en zeer sterk man die bij Hlíðarendi (Heuveleinde) woonde, een boerderij die over de Markarfljótvlakte uitkeek. Hij was getrouwd met de langharige Hallgerður Langbroek, de aantrekkelijke doch kwaadaardige dochter van Hoskuld Dala Kolsson, een van de personen uit de Laxdæla saga. Op een gegeven moment krijgt zij ruzie met de heetgebakerde Bergþóra, de vrouw van Njáll Þorgeirsson. Njáll was een rustig man die door iedereen om zijn wijsheid werd geroemd en geraadpleegd. Daarnaast had hij voorspellende gaven. Njáll en zijn vrouw woonden bij Bergþórshvoll, een boerderij even ten westen van de plaats waar de Markarfljót rivier in de zee stroomt. Njáll en Gunnar waren grote vrienden, maar de ruzie tussen hun vrouwen zou uiteindelijk de aanleiding zijn tot de ondergang van vrijwel alle betrokkenen.
Toen de vete eenmaal aan de gang was, moordden Hallgerður en Bergþóra elkanders slaven en bedienden al aardig uit. Een van Hallgerðurs slachtoffers was de pleegvader van drie van Njálls zonen. Wraakbelust werden de broers daardoor ook bij het moorden betrokken. Achterdocht, onwil en afgunst liet het aantal betrokkenen escaleren, waardoor het moorden uiteindelijk op basis van wraakgierige boosaardigheid plaatsvond, in plaats dat herstel van gekrenkte trots of het redden van de eer leidend was.
Op een gegeven moment weigert een van de boeren om Hallgerður voedsel te verkopen. Zij beval een van haar slaven om dat dan maar te stelen. Het stelen van voedsel was in die tijden een zeer ernstig vergrijp, maar een rechterlijke macht om dat te bestraffen ontbrak. Gunnar, in de tang tussen zijn gekrenkte eer en zijn lastige vrouw werd furieus, gaf zijn vrouw een klap en bood de boer schadeloosstelling voor Hallgerðurs stommiteit aan. De boer nam zijn voorstel aan, maar liet uit ontevredenheid de zaak toch niet rusten. Uiteindelijk voelde Gunnar zich verplicht de boer te doden om zijn eer te redden. Daardoor werd het moorden hervat en werd Gunnar vogelvrij verklaard. Dat hield in dat iedereen hem mocht doden zonder angst voor represailles te hebben. Gunnar zou IJsland voor een aantal jaren moeten verlaten, kon op de valreep toch geen afscheid nemen, en besloot te blijven en zijn verdere lot af te wachten.
Een groep mannen, geleid door Gizur de Witte, de vader van de eerste bisschop van Skálholt Ísleifur Gissurarson, viel op zekere dag de boerderij van Gunnar aan. Gunnar verzette zich kranig, en op een bepaald moment brak de snaar van zijn boog. Hij vroeg Hallgerður om een streng van haar lange haar om de boog te kunnen reparen. Op dat moment herinnerde zij hem aan de klap die hij haar had gegeven, en weigerde aan zijn verzoek gehoor te geven. Gunnar bleef zich verweren, doodde en verwondde menig aanvaller, maar viel uiteindelijk zelf.
Het tweede deel van het verhaal gaat feitelijk over de Brennu-Njáls (Verbranding van Njáll). Ondanks alle beroering, opwinding en moeilijkheden waren Gunnar en Njáll elkaars vrienden gebleven. Gunnars dood werd door zijn zoon Högni en Njálls oudste zoon Skarphéðinn gewroken. Nadat Njálls andere zonen, Grímur en Helgi, na een Vikingplundertocht huiswaarts waren gekeerd, besloten zij samen met Skarphéðinn en zwager Kári Sölmundarson om de moord op hun pleegvader te wreken. Zij vermoordden daartoe Þráinn Sigfússon, de schoonzoon van Hallgerður die zij daarvoor verantwoordelijk achtten. In een poging verdere escalatie te voorkomen, bood Njáll aan om Þráinns zoon Höskuldur, die dus wees was geworden, als pleegzoon op te voeden. Hij leerde hem wetspreken, arrangeerde een huwelijk voor hem en bezorgde hem een priesterschap. De jongen had een vriendelijk karakter en had geen enkele behoefte om de dood van zijn vader met moord en doodslag wreken. De boosaardige Mörður Valgarðsson, die ook een aandeel in de hetze tegen Gunnar had, overtuigde Njálls zonen echter dat Höskuldur dat wel van plan was. Het duurde derhalve dan ook niet lang voordat Höskuldur dood was. Daardoor was Njáll wederom in een netelige positie terechtgekomen, en hij koos er weer voor om een vreedzame regeling te treffen. Het hoofd van de familie van Höskuldurs weduwe, Flosi Þórðarson (die vlak bij de Svínafellsjökull woonde), was bereid om de onderhandelingen aan te gaan en een eind aan het moorden te maken. Helaas liep een en ander verkeerd af, en raakte Flosi zelf in de gewelddadigheden betrokken. Uiteindelijk viel hij de boerderij van Njáll aan teneinde diens zonen te vermoorden, en stak de boerderij in brand. Hij wilde Njáll en zijn vrouw Bergþóra sparen, maar moe geworden van alle ellende en bloedvergieten lieten zij zich in een dramatisch hoogtepunt samen met hun zonen in de boerderij verbranden. De enige die kon ontsnappen was Njálls schoonzoon Kári.
Het derde deel van de saga behandelt Kári’s wraak voor de verbranding, de dood van vele betrokkenen en de uiteindelijke verzoening tussen Kári en zijn aartsvijand Flosi. Aan het eind trouwden Kári en Höskuldurs weduwe Hildigunnur met elkaar om de definitieve vereniging van de families te bekrachtigen.
Het verhaal beschrijft gebeurtenissen die tussen ruwweg 960 en 1020 moeten hebben plaatsgevonden. Er bestaat discussie of alles wat in het verhaal wordt beschreven ook echt is gebeurd. Van sommige gebeurtenissen in het boek kan de historiciteit onomstotelijk worden aangetoond, zoals de bekering van IJsland tot het christendom in 999 en de Slag bij Clontarf bij Dublin in 1014. Ook zijn er sterke aanwijzingen dat de centrale gebeurtenis in het boek, de verbranding van Njáll, ook echt heeft plaatsgevonden.

## Trivia
Over de naamgeving moet het volgende worden gezegd: de naam van een van de hoofdpersonen is Njáll (dus met "dubbel ll" dat in het IJslands een bijzondere klank heeft). In de IJslandse naam "Njáls saga" schrijft men de naam met een enkele "l" en met een "s". Dat komt doordat de naam Njáll naar de vierde naamval vervoegd wordt en zich naar het woord "saga" richt waardoor het uiteindelijk als Njáls geschreven wordt.

## Nederlandse vertaling
- De saga van Njal, vertaald uit het IJslands door Marcel Otten, 2000. ISBN 9789026316036